# Kremenica
Kremenica este o localitate din comuna Ig, Slovenia, cu o populație de 60 de locuitori.